# 河地貢士
河地貢士（かわち こうし）は、岐阜県多治見市出身の現代美術作家、アーティスト。名古屋芸術大学美術学部デザイン科造形実験コース卒業。現在は東京を拠点に国内外で活動。

## 経歴
岐阜県多治見市生まれ。高校生の時に赤瀬川原平、ヨーゼフ・ボイスなどに影響されアーティストを志す。大学在学中はインスタレーションや映像作品を主に制作。卒業制作として「名古屋芸術大学卒業制作展対策本部」を出品。展示会場にテントを張り仮設の対策本部を設置、持続性や場所性を考察するインスタレーションを展開した。卒業後は東京のパッケージデザイン会社に就職するが約３ヶ月で退職。その後、YMOのアートディレクションなどで知られる奥村靫正氏主宰のTHE STUDIO TOKYO. JAPAN.（現TSTJ Inc.）に入社。入社直後に任された仕事は村上隆の個展のフライヤーデザイン。約２年勤務後、カワチコーシ名義でフリーランスのアートディレクター、デザイナー、イラストレーターとして活動する。主な仕事に『めちゃイケ大百科事典』や『BISTRO SMAP』など。2001年、中林雄大とアートユニット「HONA」を結成。「a little ecstasy」をテーマに創作活動を行なう。ISSEY MIYAKEでおなじみのプリーツ素材を使用したペニスケース「KATANA」や東京をイメージしたオリジナル缶ジュース「東京パンチ」などを発表。現在「HONA」は活動休止中。2008年、祖父の死をきっかけに制作された、うまい棒を仏像に彫る作品「うまい仏」は、CNN、ロイターなどの海外メディアをはじめ、日本の情報番組やバラエティー番組、新聞、雑誌、インターネットメディアで紹介される。「うまい仏」は円空仏を現代的に解釈した作品でもあることから、2013年に東京国立博物館で開催された「飛騨の円空」のオフィシャル企画として「円空さんが今おったらうまい棒にほっとるて」を開催。2015年には、円空ゆかりの地として知られる岐阜県関市主催の「うまい仏　岐阜県関市現代アート展」を「ミッドランドスクエア（名古屋）」にて開催。３日間で約13,000人を動員した。この展示関連の記事はYahoo! Japanのトップニュースに２度掲載される。一方、漫画雑誌を苗床に野菜を育てるインスタレーション作品「まんが農業」は、主に海外のメディアで注目される。Lasalle College of The Arts（シンガポール）、4A Centre for Contemporary Asian Art（オーストラリア）、京都国際マンガミュージアム、などで展示が行なわれた。また、モントリオール大学発行書籍のカバーヴィジュアルとしても採用されている。2015年、芥川賞作家の平野啓一郎氏の小説『マチネの終わりに』とのコラボレーション企画に参加。京都国際映画祭2015（アート部門）に参加。元・立誠小学校の教室に2万5000本の金色のうまい棒を展示。

## 作品
- 「うまい仏」うまい棒（スナック菓子）を仏像に彫る作品（円空仏の現代的解釈としての側面もある）
- 「Embalming（Baby Star Ramen）」ベビースターラーメン（スナック菓子）1袋分を1本に繋げる作品
- 「Embalming(Potato Chip)」割れたポテトチップスを伝統技法の金継ぎで修復された作品
- 「Top of the world」ポテトチップス１袋の中で一番大きな1枚を探し出し、魚拓のようにして拓に取る作品
- 「For the Love of Now」ポテコ（スナック菓子）に天然ダイヤモンドをあしらった作品
- 「まんが農業」漫画雑誌を苗床に野菜を栽培する作品。漫画を読んで面白いと思ったページに苗を植えつけ、水をやり育てる
- 「本を吹く（仮）」本を草笛の要領で奏でる作品。本の内容はまったく違うが奏でられる音色はほとんど同じである
- 「note drawing」自然の山々や都市のビル群のような景色から人の身体まで、そのアウトラインを音階にみたててメロディーへと変換する作品

## 参考
- SHIFT インタビュー
- マイナビニュース インタビュー
- YAHOO! JAPAN ニュース